# Tudorella ferruginea
Tudorella ferruginea is een slakkensoort uit de familie van de Pomatiidae. De wetenschappelijke naam van de soort is voor het eerst geldig gepubliceerd in 1822 door Lamarck.

## Kenmerken
De rechtshandige schelpen zijn 18 tot 22 mm hoog en 10 tot 11 mm breed. Ze hebben 5,5 tot 6 matig convexe kransen gescheiden door een matig diepe hechting. Ze zijn kegelvormig en relatief slank. De top is stomp. De versiering bestaat uit grove spiraalvormige ribben en minder prominente, dichte, fijne radiale ribben. De mondrand is ononderbroken en wit gekleurd. 
De protoconch is glad, de eerste krans is geeloranje, de overige kransen zijn roodbruin met lichte vlekken, de laatste krans is bijzonder intens gekleurd.
De dieren zijn van gescheiden geslachten. Er is ook een licht seksueel dimorfisme in de schelpen te zien. De vrouwtjes zijn gemiddeld aanzienlijk groter (17,3 tot 19,1 mm hoog, 9,6 tot 10,9 mm breed) dan de mannetjes (15,7 tot 17,7 mm hoog, 8,8 tot 9,3 mm breed). In het mannelijke voortplantingssysteem zitten de geslachtsklieren ("testikels") in de bovenste kransen, omgeven door de spijsverteringsklier. De boomachtige structuur van de geslachtsklier wordt gevormd door een reeks vertakte buizen die samenkomen om een kanaal te vormen. De zaadleider is lang, dun en vaak in korte lussen gelegd voordat hij de spoelvormige, licht gebogen prostaat binnengaat. Een korte, dunne geleider verbindt de prostaat met het proximale deel van de penis. Dit is dik en gebogen in een U-vorm voordat het overgaat in het verdikte distale eindgedeelte van de penis. Dit is slechts ongeveer een derde van de lengte van het proximale deel. Dit eindigt in een stompe afgeronde punt met aan de zijkant een afgeronde verdikking.
Het vrouwelijke voortplantingssysteem zit ook in de bovenste kransen. De geslachtsklier ("eierstokken") is een eenvoudige, witachtige buis die ingebed ligt in de spijsverteringsklier. Een dunne geleider, enigszins gebogen in het distale deel, leidt van de geslachtsklier naar het zaadblaasje, dat wordt omgeven door de zeer grote albumineklier. Van daaruit leidt de eileide langs de kapselklier naar de mantelholte.
De voet is in de lengte in tweeën gedeeld door een centrale groef. Het operculum is plat en heeft dezelfde kleur als het huis. Het zit centraal op de achterkant van de voet. Het heeft een excentrisch gelegen kern.
De radula heeft zeven tanden per dwarsrij. De grote centrale tand heeft meestal zeven punten, zeldzamer tot negen, waarbij het centrale punt groter is dan de laterale punten. De achterste tanden, twee aan elke kant, zijn aanzienlijk kleiner dan de centrale tand en divergeren naar buiten ten opzichte van de centrale tand. Ze hebben 5 tot 7 spikes. De marginale tand, één aan elke kant, heeft 13 tot 16 punten.

## Verspreiding
Het verspreidingsgebied van deze soort is beperkt tot de oostelijke Balearen (Mallorca, Menorca, Cabrera, Dragonera). De soort leeft in dennenbossen, onder rotsen en struiken en in de maquis van zeeniveau tot de "hoogste toppen".
Auteurs in de 19e eeuw meldden deze soort ook uit Noord-Afrika, maar Paul Pallary toonde aan dat de soort daar niet voorkomt. De soort wordt ook gevonden in fossielen op het Balearen-eiland Ibiza en in de Nuraghe Casteddu Formation in het midden tot boven Plioceen op Sardinië. Het werd gevonden in Pliocene sedimenten op Mallorca en Menorca.

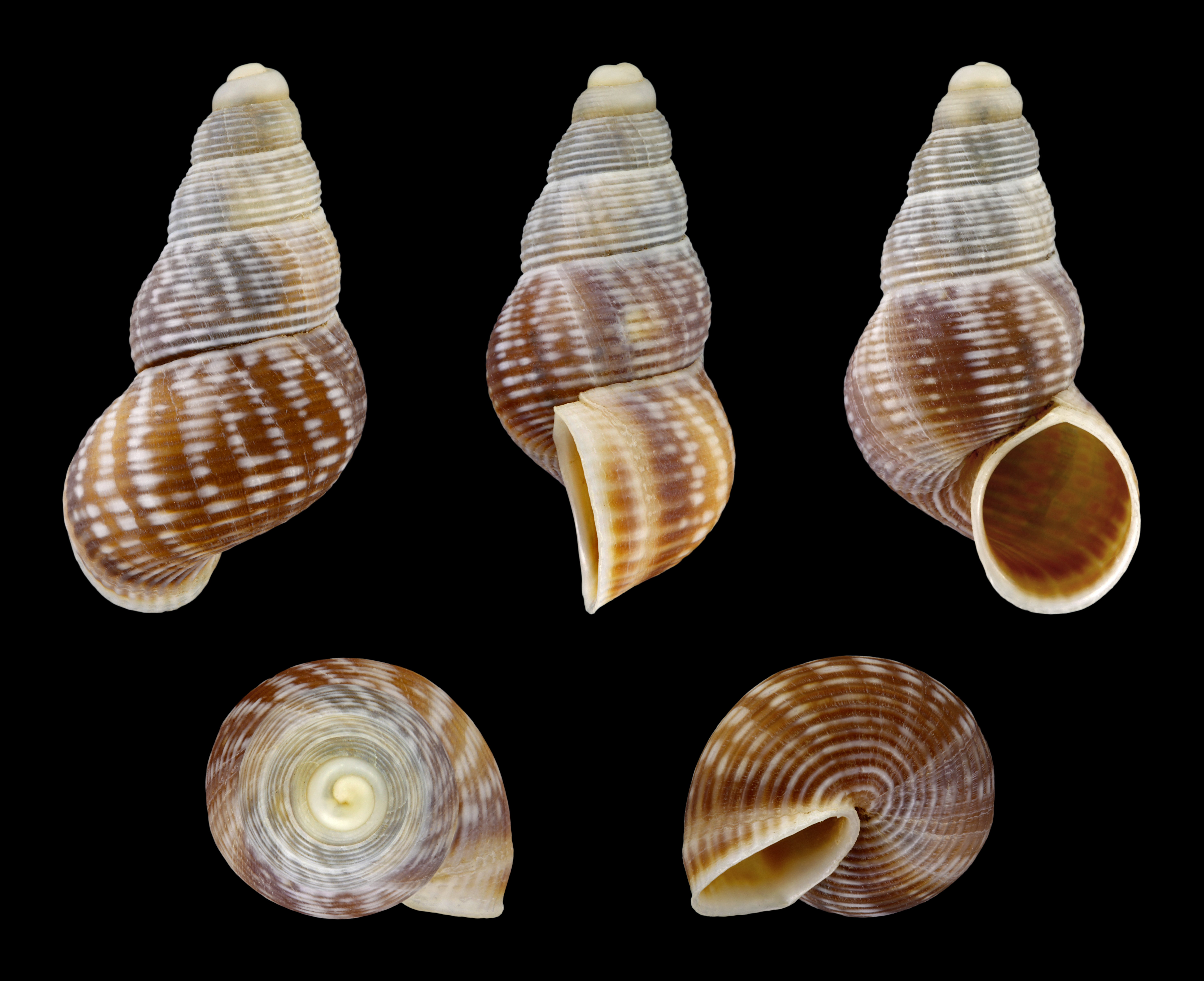
Tudorella ferruginea